# Daniel Parsons
Daniel Roy Parsons est un géologue britannique.

## Biographie
Il est directeur (fondateur) de l'Institut de l'énergie et de l'environnement  et professeur de sédimentologie des processus à l'Université de Hull . Il est également professeur invité à l'Université de l'Illinois (États-Unis) et à l'Université de Can Tho (Vietnam) .
Il obtient son doctorat à l'Université de Sheffield en 2004 . Parsons est connu pour ses travaux sur les processus d'écoulement et le transport des sédiments dans les rivières, les côtes et les estuaires, et la mer profonde. Cela comprend des travaux sur les dangers et les risques d'inondation , ainsi que des travaux de renommée internationale détaillant les courants de turbidité et les dangers associés en haute mer . Parsons étudie également les fuites et le transport des plastiques dans les rivières, les côtes et les estuaires et dans le cadre du débat Huxley au British Science Festival 2018, il affirme que le marqueur le plus important de l'ère anthropocène pourrait être la fossilisation de débris plastiques tels que formés dans plastiglomérat . Parsons a récemment obtenu un prix Consolidator du Conseil européen de la recherche , actuellement président de division de l'Union européenne des géosciences et commissaire de la Commission sur le climat du Yorkshire et Humber, présidant le comité de recherche et de preuves .

## Prix
- 2010 : Prix Gordon Warwick de la British Society for Geomorphology
- 2012 : Prix Chandler-Misener de l'Association internationale de recherche sur les Grands Lacs
- 2015 : Médaille Bigsby de la Geological Society of London
- 2016 : Prix ERC Consolidator

## Publications
- Hackney, CR, Vasilopoulos, G., Heng, S., Darbari, V., Walker, S. et Parsons, DR (2021) L'extraction de sable dépasse de loin l'approvisionnement naturel dans une grande rivière alluviale, Earth Surf. Dynam., 9, 1323–1334.
- Hope, JA, Coco, G., Parsons, DR et Thrush, SF, (2021) Les microplastiques interagissent avec les processus de biostabilisation benthique. Lettres de recherche environnementale, 16 (12), p. 124058.
- Tapoglou, E., Forster, RM, Dorrell, RM et Parsons, DR, (2021) Apprentissage automatique pour la prédiction de l'état de la mer par satellite dans un parc éolien offshore. Génie océanique, 235, p. 109280.
- Darby, SE, Hackney, CR, Leyland, J., Kummu, M., Lauri, H., Parsons, DR, Best, JL, Nicholas AP et Aalto, R. (2016) 'Fluvial Sediment Supply to a Mega- Delta réduit par le déplacement de l'activité des cyclones tropicaux », Nature, 539, 276–279, doi : 10.1038/nature19809.
- Parsons, DR et al, sous presse, 'The Role of Bio-physical Cohesion on Subaquaous Bedform Size', Geophysical Research Letters, février 2016.
- Malarkey, J., Baas, JH, Hope, JA, Aspden, RJ, Parsons, DR, et al. (2015), « Le rôle omniprésent de la cohésion biologique dans le développement de la forme du lit », Nature Communications, 6, 6257.
- Reesink, AJH, Van den Berg, JH, Parsons, DR, Amsler, ML, Best, JL, Hardy, RJ, Orfeo, O., et Szupiany, RN (2015), 'Extremes in Dune Preservation: Controls on the Completeness of Fluvial Deposits', Earth-Science Reviews, 150, 652-665.
- Schindler, RJ, Parsons, DR, et al (2015), 'Sticky Stuff: Redefining Bedform Prediction in Modern and Ancient Environments', Geology, 43, 399-402.